# Erich Sochurek
Erich Sochurek, né le 26 avril 1923 à Vienne et mort le 21 novembre 1987, est un zoologiste autrichien, spécialiste de l'herpétologie.

## Travaux

### Taxons décrits
- Vipera ursinii wettsteini (1955)
- Lacerta muralis occidentale (1956)
- Lacerta sicula kurtklari (1956)
- Triturus alpestris winterii (1956)
- Echis cannabis leakeyi (1969)
- Vipera ammodytes gregorwallneri (1974)
- Cerastes cerastes karihartli (1974)
- Vipera aspis heinzdischeki (1979)[1]

## Hommages
La sous-espèce Echis carinatus sochureki est nommée en l'honneur d'Erich Sochurek par Othmar Stemmler, avec qui il a travaillé.